# Leotiomyceta
Leotiomyceta é um clado sem classificação taxonómica que agrupa todos os fungos filamentosos da divisão Ascomycota (Pezizomycotina), excluindo as classes Pezizomycetes e Orbiliomycetes. O clado está bem suportado em diversos estudos comparativos de sequências de DNA em Fungi. O agrupamento foi originalmente proposto como uma superclasse mas mais tarde foi proposto como um táxon sem categoria para qualquer grupo bem suportado acima de classe (em conjunto com Saccharomyceta, Dothideomyceta e Sordariomyceta). 
Os taxa sem categoria atribuída não seguem estritamente as regras para classificação taxonómica em plantas e fungos (ICBN) e, portanto, os respetivos nomes são informais, embora pareçam refletir grupos naturais.